# ジョアン・アンヘル・ロマン
ジョアン・アンヘル・ロマン・オジェ（Joan Àngel Román Ollè, 1993年5月18日 - ）は、スペイン王国カタルーニャ州レウス出身のサッカー選手。TSポドベスキジェ・ビェルスコ＝ビャワ所属。ポジションはMF。

## 経歴
レウスで生まれ、RCDエスパニョールのカンテラでプレーし、2009年にはマンチェスター・シティFCに移籍。リザーブチームでプレーしていたがUEFAヨーロッパリーグ 2011-12のスポルティング・クルーベ・デ・ポルトゥガル戦ではトップチームのベンチ入りを果たした。
活躍が認められ、2012年6月27日、スペインのFCバルセロナBに3年契約で移籍。
2015年6月28日、プリメイラ・リーガのSCブラガと3年契約を交わした。翌年1月18日、CDナシオナルにローンで加入した。
2018年1月、AELリマソールに移籍した。
2019年、ミエジュ・レグニツァに移籍した。
2019年7月、パネトリコスFCに移籍した。

## 代表歴
スペイン代表としてU-16代表でプレーした。